# Лили (филм)
„Лили“ (на английски: Lili) е американски филм от 1953 г., разпространен от Метро-Голдуин-Майер. В него участва Лесли Карон като наивно френско момиче, чиято емоционална връзка с карнавален кукловод се осъществява чрез посредничеството на четири кукли. Филмът печели наградата на Академията за най-добра оригинална музика и е включен във филмовия фестивал в Кан през 1953 г. През 1961 г. е адаптиран за сцена под заглавието „Карнавал!“
Сценарият на „Лили“, написан от Хелън Дойч, се основава на кратка история, озаглавена „Седемте души на Клемент О'Райли“, написана от Пол Галико, която от своя страна се основава на „Човекът, който мразеше хората“, кратка история от Галико, публикувана в The Saturday Evening Post на 28 октомври 1950 г. След успеха на филма Галико разширява историята си в новела от 1954 г., озаглавена „Любовта на седемте кукли“ .

## Актьорски състав
- Лесли Карон – Лили Дорие
- Мел Ферер – Пол Бертале
- Жан-Пиер Омон – Марк
- Жа Жа Габор – Розали
- Кърт Каснар – Жако
- Аманда Блейк – Пийч Липс
- Алекс Гери – собственик
- Ралф Думке – г-н Корвие
- Уилтън Граф – г-н Тонит
- Джордж Бакстър – г-н Енрике